# Худик, Владимир Александрович
Владимир Александрович Худик (29 апреля 1955 г., Вологда, РСФСР) — советский, украинский и российский психолог, основатель научного журнала «Коррекционно-педагогическое образование», публикующего статьи по актуальным научно-прикладным проблемам дефектологии, специальной и клинической психологии, воспитанию и обучению детей с особыми образовательными потребностями.

## Профессиональная деятельность
В 1977 году окончил психологическое отделение философского факультета Киевского государственного университета им. Т. Г. Шевченко. Обучался у видных украинских педагогов-ученых — Л. И. Марисовой, Б. Ф. Баева, В. А. Роменца, В. М. Блейхера, М. В. Вовчик-Блакитной, М. И. Алексеевой, И. Т. Романюка, А. В. Антонова, А. Н. Ткаченко, В. П. Казмиренко, Л. Ф. Бурлачука, В. Г. Лооса, Н. Н. Корнева и др.
1976—1978 — учитель истории и обществоведения средней общеобразовательной школы № 36, учитель обществоведения и группы продлённого дня школы № 104 г. Киева.
1978—1991 — психолог Черниговской областной психоневрологической больницы. Совместно с Э. И. Лапинским, организовал научно-практическую конференцию (1988), посвященную клинико-психологическим аспектам профилактики алкоголизма, наркомании и других вредных привычек у лиц молодого возраста.
1980—1983 — обучение на факультете психологии Московского государственного университета имени М. В. Ломоносова, где посещал лекции профессоров Б. В. Зейгарник, С. Я. Рубинштейн, Ю. Ф. Полякова, Е. Д. Хомской, Л. С. Цветковой, В. П. Зинченко, О. К. Тихомирова и др. 25 мая 1984 г. защитил кандидатскую диссертацию (19.00.04 — медицинская психология) в диссертационном совете при МГУ им. М. В. Ломоносова на тему: «Динамика интеллектуально-мнестических и личностных нарушений у больных алкоголизмом (на материале ремиссий и рецидивов болезни)». Работа выполнена в Черниговской областной психоневрологической больнице (Украинская ССР), Научные руководители: доктор психологических наук, профессор Ю. Ф. Поляков; доктор медицинских наук, профессор В. М. Блейхер. Официальные оппоненты: В. М. Шкловский, Б. С. Братусь. Ведущая организация: Ленинградский научно-исследовательский психоневрологический институт имени В. М. Бехтерева.
1988—1994 — старший преподаватель, доцент кафедры педагогики, психологии и методики преподавания физической культуры Черниговского государственного педагогического института имени Т. Г. Шевченко, Украинская ССР (с 1991 г. — Украина). Организовал научно-практическую конференцию (1991), посвященную клинико-психологическому и педагогическому изучению и профилактике отклоняющегося поведения у детей и подростков.
1994—1996 — доцент кафедры психолого-педагогической подготовки Сочинского филиала (г. Сочи) Российского государственного педагогического университета имени А. И. Герцена.
1996—1999 — докторант кафедры педагогической и возрастной психологии Российского государственного педагогического университета имени А. И. Герцена. 14 декабря 1999 г. защитил докторскую диссертацию (19.00.13 — психология развития, акмеология; 19.00.04 — медицинская психология) в диссертационном совете при РГПУ им. А. И. Герцена (Санкт-Петербург) на тему: «Онтогенетический аспект психологической диагностики и педагогической коррекции аномального развития личности (на материале исследования детей и подростков)». Научный консультант: доктор психологических наук, профессор Е. П. Ильин. Официальные оппоненты: Л. А. Головей, В. Л. Марищук, И. А. Горьковая. Ведущая организация: факультет психологии МГУ им. М. В. Ломоносова.
1996—2003 — доцент, профессор, заведующий кафедрой педагогики и психологии факультета народов Крайнего Севера РГПУ им. А. И. Герцена (Санкт-Петербург); профессор кафедры олигофренопедагогики факультета коррекционной педагогики РГПУ им. А. И. Герцена (Санкт-Петербург).
2003—2016 — профессор кафедры практической психологии факультета психологии, профессор кафедры коррекционной педагогики и коррекционной психологии факультета специального (дефектологического) образования ЛГУ им. А. С. Пушкина.
2009—2012 — профессор кафедры безопасности жизнедеятельности Государственного морского университета имени адмирала Ф. Ф. Ушакова (г. Новороссийск).
2007—2016 — научный консультант-психолог Санкт-Петербургского государственного казенного учреждения здравоохранения «Центр восстановительного лечения „Детская психиатрия“ имени С. С. Мнухина».
2005—2020 — профессор кафедры педагогики и психологии факультета последипломного обучения Первого Санкт-Петербургского государственного медицинского университета имени академика И. П. Павлова; автор концепции подготовки врачей-преподавателей медицинского вуза в сфере педагогики высшего медицинского образования.
2012—2020 — профессор кафедры дефектологии и специальной психологии факультета педагогики, психологии и коммуникативистики, разрабатывал магистерские программы и руководил диссертационными исследованиями по специальному (дефектологическому) образованию в Кубанском государственном университете (г. Краснодар).
С 2000 года Владимир Александрович являлся членом ряда диссертационных советов по защите кандидатских и докторских диссертаций по педагогическим и психологическим наукам (Российский государственный педагогический университет имени А. И. Герцена, Всероссийский центр экстренной и радиационной медицины имени А. М. Никифорова МЧС России, Национальный медицинский исследовательский центр психиатрии и неврологии им. В. М. Бехтерева, Ленинградский государственный университет имени А. С. Пушкина). Подготовил 1 доктора наук и 14 кандидатов наук.
Худик, Владимир Александрович — доктор психологических наук, профессор, Ветеран труда; за вклад в профессиональную деятельность при подготовке будущих специалистов в сфере образования был отмечен Благодарностью губернатора Ленинградской области (2007), награждён Грамотой Министерства образования и науки Российской Федерации (2010).

## Публикации
- Блейхер В. М., Бурлачук Л. Ф. , Завилянская Л. И., Крук И. В., Худик В. А. Личностные опросники в патопсихологии (тезисы) // VII всесоюзный съезд невропатологов и психиатров. М.: Медицина, 1981. Т. 3. С. 567—569.
- Блейхер В. М., Худик В. А. Нарушения мышления как показатель психической деградации больных алкоголизмом // Врачебное дело. 1982. № 1. С. 90-92.
- Худик В. А. Динамика интеллектуально-мнестических нарушений у больных алкоголизмом // Журн. невропатологии и психиатрии им. С. С. Корсакова. 1983. № 3. С. 430—435.
- Худик В. А. О психологических механизмах рецидивирования алкоголизма (тезисы) // Проблемы психофизиологии. Диагностика нарушений и восстановление психических функций человека: Тезисы докл. к VI съезду Общества психологов СССР. М.: Изд-во Моск. ун-та, 1983. Ч. 2. С. 322—324.
- Худик В. А. Об участии патопсихолога в общем комплексе лечения больных алкоголизмом // Журн. невропатологии и психиатрии им. С. С. Корсакова. 1983. № 12. С. 1869—1870.
- Худик В. А. Особенности изменения личности у больных наркоманией // Психологическое обеспечение психического и физического здоровья человека: Тезисы докл. к VII съезду Общества психологов СССР. М.: Изд-во Моск. ун-та, 1989.
- Худик В. А. Работа психолога в наркологическом стационаре. Киев: Здоровье[укр.], 1989. 96 с.
- Худик В. А. Психологическая диагностика детского развития: методы исследования. Киев: Освита , 1992. 220 с.
- Худик В. А. Психологическое изучение профессиональной направленности личности в подростковом и юношеском возрасте. Киев: Освита, 1992. 32 с.
- Худик В. А. Психология аномального развития личности в детском и подростково-юношеском возрасте. Монография. Киев: Здоровье[укр.], 1993. 144 с.
- Худик В. А. Детская патопсихология. Киев: Здоровье[укр.], 1997. 96 с.
- Худик В. А. К вопросу о феноменологии подростковой сексуальности // Сексология и андрология: Сб. науч. тр. Киев: Ин-тут урологии и нефрологии АМН Украины, 1998. Вып. 4. С. 179—182.
- Худик В. А. Онтогенетический аспект психологической диагностики и коррекции аномального развития личности: на материале исследования детей и подростков. Монография. Санкт-Петербург: Образование, 2000. 298 с.
- Худик В. А., Качалова А. В., Щеглов В. И. Становление «психологического поля» личности у лиц юношеского возраста с профессионально-педагогической направленностью. Монография. Санкт-Петербург: Изд-во РГПУ им. А. И. Герцена, 2001. 136 с.
- Худик В. А., Малышева Е. В. Психолого-педагогические аспекты профессионального самоопределения старшеклассников: роль семьи и школы. Монография. Санкт-Петербург: Изд-во СПбАППО, 2003. 143 с.
- Тельнюк И. В., Худик В. А. Гендерный подход в организации самостоятельной деятельности старших дошкольников: теоретические и прикладные аспекты. Монография. Санкт-Петербург: Изд-во СПбАППО, 2004. 158 с.
- Худик В. А. Педагогическая психология: учебное пособие. Санкт-Петербург: Изд-во СПбАППО, 2005. 73 с.
- Логинова Н. В., Худик В. А. Представления о гражданской позиции и чувствах патриотизма у старшеклассников. Монография. Санкт-Петербург: Изд-во СПбАППО, 2007. 130 с.
- Ванчакова Н. П., Худик В. А., Тельнюк И. В. Педагогика: учебный курс для аспирантов. Санкт-Петербург: Изд-во СПбГМУ, 2008. 115 с.
- Худик В. А. Место аффекта и интеллекта в развитии критичности личности в детском возрасте // Вестник Ленинградского государственного университета им. А. С. Пушкина. Научный журнал. 2013. Т. 5. № 4. С. 54-62.
- Ванчакова Н. П., Тельнюк И. В., Худик В. А. Психология и педагогика. Учебное пособие для преподавателей медицинского вуза. 2-е изд., испр. и доп. Санкт-Петербург: Изд-во СПбГМУ, 2014. 174 с.
- Худик В. А. Лев Семёнович Выготский : вчера, сегодня, завтра // Коррекционно-педагогическое образование. Научный журнал. 2015. № 2 (2). С. 98-104.
- Худик В. А. Курт Левин : учитель и ученики, их вклад в мировую психологическую науку (к 125-летию со дня рождения) // Коррекционно-педагогическое образование: научный журнал. Научный журнал. 2015. № 3 (3). С. 52-69.
- Худик В. А. Динамика факторов «интро-, экстраверсии» и «нейротизма» в субъективном оценивании на различных этапах жизненного пути // Вестник Ленинградского государственного университета им. А. С. Пушкина. Научный журнал. 2015. Т. 5. № 4. С. 55-62.
- Худик В. А. Психология, клиника и профилактика развивающегося слабоумия у субъектов образовательной деятельности на различных этапах онтогенеза // Коррекционно-педагогическое образование. Научный журнал. 2017. № 2 (10). С. 5-16.
- Худик В. А. Роль логопеда в лечебно-реабилитационных мероприятиях с больными дисфагией // Коррекционно-педагогическое образование. Научный журнал. 2017. № 4 (12). С. 5-12.
- Худик В. А. Психология и психопатология обыденной жизни // Коррекционно-педагогическое образование. Научный журнал. 2018. № 1 (13). С. 10-23.
- Худик В. А. Владимир Иванович Лубовский и становление отечественной специальной психологии // Коррекционно-педагогическое образование. Научный журнал. 2018. № 3 (15). С. 66-71.
- Неврозы и стресс. Монография / Ю. А. Фесенко, Л. П. Чурилов, В. А. Худик и др. Санкт-Петербург: Фолиант, 2018. 350 с.
- Худик В. А., Тельнюк И. В. Школьный период детства как невротическое развитие личности // Коррекционно-педагогическое образование. Научный журнал. 2019. № 2 (18). С. 5-14.
- Худик В. А. Вадим Моисеевич Блейхер и его вклад в мировую психиатрию и патопсихологию (к 90-летию со дня рождения) // Коррекционно-педагогическое образование. Научный журнал. 2020. № 1 (21). С. 88-97.
- Худик В. А. К вопросу о социальной «дегенерации» управленческого аппарата в научно-образовательной деятельности учебного заведения высшего звена // Вестник Санкт-Петербургского научно-исследовательского института педагогики и психологии высшего образования. 2022. № 3 (3). С. 5-10.
- Худик В. А. Леонид Фокович Бурлачук и становление украинской школы клинической психологии. Научный журнал // Коррекционно-педагогическое образование. 2022. № 4 (32). С. 61-65.
- Худик В. А. Евгений Павлович Ильин: в поисках психической реальности (к 90-летию со дня рождения) // Вестник Санкт-Петербургского научно-исследовательского института педагогики и психологии высшего образования. 2023. № 1 (5). С. 61-71.